# Решнівка (Антонінська селищна громада)
Ре́шнівка — село в Україні, у Антонінській селищній громаді Хмельницького району Хмельницької області. Населення становить 179 осіб.

## Історія
У 1906 році село Решнівецької волості Старокостянтинівського повіту Волинської губернії. Відстань від повітового міста 15 верст. Дворів 160, мешканців 1009.
7 (20) листопада 1917 року, відповідно до.Третього Універсалу Української Центральної Ради, увійшло до складу Української Народної Республіки.
12 червня 2020 року, відповідно до розпорядження Кабінету Міністрів України № 727-р «Про визначення адміністративних центрів та затвердження територій територіальних громад Хмельницької області», увійшло до складу Антонінської селищної громади.
19 липня 2020 року, після ліквідації Красилівського району, село увійшло до Хмельницького району.